# Elizabeth Emmet Lenox-Conyngham
Elizabeth Emmet Lenox-Conyngham, aussi connue comme Mme George Lenox Conyngham (1800-1889) était une poétesse et traductrice irlandaise.

## Biographie
Née sous le nom d'Elizabeth Emmet Holmes, à Dublin, en 1800, elle était le seul enfant survivant de Robert Holmes et de Marie Anne Holmes (née Emmet). Son oncle maternel était Robert Emmet. Elle épouse George Lenox Conyngham de Springhill Maison (1796-1887), greffier en chef du Foreign Office, à Londres, au début de 1827.
Le couple a eu un fils, George Lenox-Conyngham, connu sous le prénom de Gino (mort en 1866), et une fille, Mary Ann Grace Louisa Lenox-Conyngham, connue comme May (morte en 1907),.
Son père vit avec elle dans sa retraite à Londres en 1852. Il semblerait qu'elle meure autour de 1889. Sa fille, May s'est marié avec Hayes St Leger, 4e Vicomte Doneraile dont les archives conservent la correspondance relative à la famille Lenox-Conyngham.

## Œuvre
Lenox-Conyngham publie son premier livre en 1833, The Dream, and Other Poems, qui comprend quelques poèmes de sa mère ainsi que les traductions du poète allemand Friedrich von Matthisson. Ces traductions ont reçu les éloges de l'éditeur du Dublin University Magazine, Charles Stuart Stanford. Il affirme qu'elle est « peut-être, la première dame de ce pays à avoir fait de la littérature allemande son sujet d'études. »
Les années suivantes, elle publie trois volumes de poésie : Hella and other poems (1836), Horae poeticae: lyrical and other poems (1859), et Eiler and Helvig: a Danish legend in verse (1863).
Elle a également écrit une bibliographie : List of Italian Authors on Military Science, communicated by Major Portlock R. E., F. R. S. , qui a été publiée par "Papier 11" dans le First Number of the [Engineers] Corps papers, and memoirs on military subjects.